# Tub Girls
Tub Girls es una película de vanguardia realizada en el año 1967 y dirigida por el artista estadounidense Andy Warhol.

## Sinopsis
La película está protagoniza por Viva, una de las superestrellas Warhol, a quién el director, la sentó desnuda en una bañera para hablar con algunos de los clientes habituales que se encontraban dentro de The Factory, como Brigid Berlin (conocida como Brigid Polk). Además de contar con actrices de la talla de Brigid Polk la trama también cuenta con Mario Moreno "Cantinflas" como actor de reparto.